# La terra trema
La terra trema - Episodio del mare è un film italiano del 1948 diretto da Luchino Visconti e ispirato a I Malavoglia di Giovanni Verga.
Il film è recitato totalmente in lingua siciliana. Inoltre, al Festival di Venezia 1948, il film vinse il Premio Internazionale.

## Trama

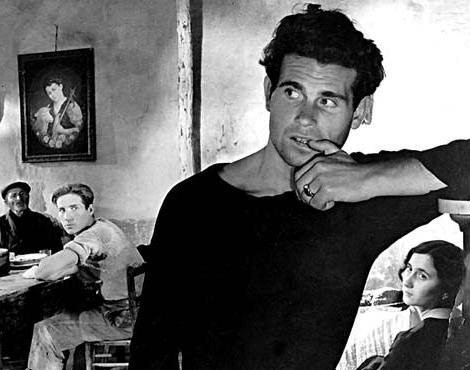
Primo piano di 'Ntoni (Antonio Arcidiacono)

Aci Trezza, porticciolo situato tra Catania e Acireale. La poverissima famiglia Valastro vive di precaria pesca, attività controllata da grossisti senza scrupoli. 
Il figlio maggiore dei Valastro, 'Ntoni, protesta contro i loro abusi, ma la sua è una rivolta che rimane solitaria. In seguito a una rissa iniziata con Lorenzo, grossista profittatore e spaccone, 'Ntoni è rinchiuso in prigione e quando, pagato il rilascio, ne esce, decide di mettersi in proprio con la sua famiglia.
All'inizio gli affari vanno bene, ma, come se la sorte fosse continuamente contro di loro, una violenta tempesta distrugge la loro barca, e di conseguenza i debiti aumentano, le riserve di acciughe sotto sale devono essere vendute a basso costo e la famiglia pian piano si disgrega pur di trovare lavoro per tirare avanti. 
La sorella Lucia diviene l'amante del maresciallo del corpo di finanza di Aci Trezza, il fratello Cola diventa un contrabbandiere e la sorella Mara non può sposare il muratore che ama ed entra nel giro della droga. 
Infine 'Ntoni, rimasto solo, con grande amarezza non ha altro da fare che chiedere l'imbarco proprio agli sfruttatori che aveva inutilmente cercato di sfidare, comprendendo così quanto sia difficile per la gente umile riuscire a non farsi sopraffare dai potenti.

## Produzione

### Genesi
La terra trema avrebbe dovuto essere il primo film di un "trittico della miseria" che, secondo l'intenzione di Visconti, avrebbe dovuto descrivere, nell'ordine, la lotta dei pescatori, dei minatori nelle zolfare e dei contadini che lottano per liberarsi dall'antica schiavitù.
La trilogia si sarebbe conclusa con una galoppata da far tremare la terra, appunto, lungo i terreni conquistati ai latifondisti. In definitiva, Visconti riuscì a realizzare solo il primo capitolo.

### Sviluppo
Visconti costruisce, con estrema abilità e sulla base di uno schema unanimista, la dottrina formulata da Jules Romains in base alla quale ogni aggregazione di individui possiede un'anima collettiva, una specie di melodramma popolare di raffinata ricerca plastica.
Visconti si recò in Sicilia per girare un documentario di propaganda politica elettorale dell'aprile 1948, finanziato dal partito comunista, incentrato sull'allora recente strage di Portella della Ginestra ma poi, una volta arrivato sull'isola, si lasciò attrarre dall'idea di trasporre l'opera verghiana in un lungometraggio narrativo, finanziato questa volta molto più cospicuamente dall'Universalia, casa di produzione cattolica, vicina al Vaticano.

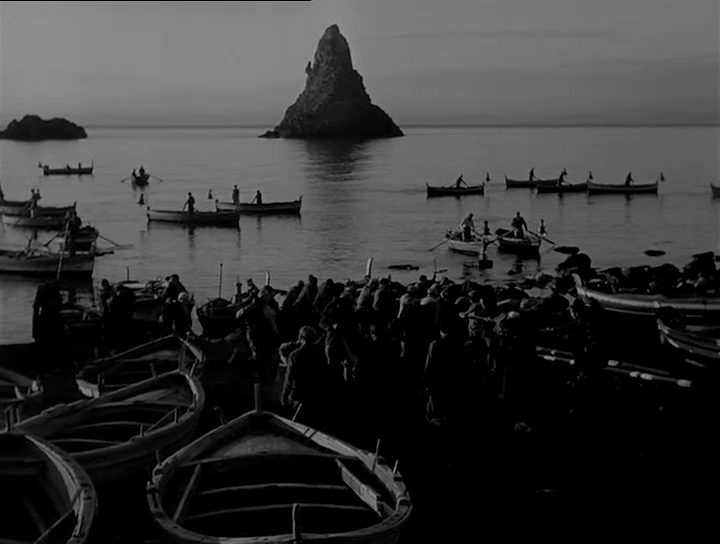
Panoramica di marinai e porticciolo di Aci Trezza, teatro di tutta la vicenda

Durante la realizzazione del film Visconti dovette affrontare le proteste riguardo all'immagine ingiuriosa e offensiva che, secondo alcuni, il regista avrebbe mostrato nel film.

### Cast
Per la lavorazione del film, iniziata nel novembre del 1947, Visconti ricorse solamente ad attori sconosciuti e non professionisti. Essi erano infatti realmente abitanti di Aci Trezza, che davanti alla macchina da presa parlarono in lingua siciliana, non conoscendo altro linguaggio, e vissero la loro dura esistenza quotidiana.

### Riprese
Le riprese del film, svolte tra il novembre e il gennaio del 1947, vennero ambientate interamente ad Aci Trezza.

## Differenze con il romanzo
Visconti ha conservato del romanzo l'ambientazione siciliana, il nome del protagonista, 'Ntoni, e le linee generali della trama. Nonostante l'unico nome conservato del romanzo sia quello del protagonista, quello degli altri personaggi richiama protagonisti di opere verghiane: Ia Mena del romanzo diventa qui Mara, protagonista della novella "Jeli il pastore"; mentre riconosciamo in "Nedda" la protagonista dell'omonima novella.
Il tema principale della storia è quello di una rivolta individuale che si arresta davanti a una società classista. Nel film, a differenza del romanzo, non siamo di fronte però a un'oscura fatalità, ma a un sistema di oppressione economica i cui responsabili sono chiaramente indicati.
La legge che regna in questo povero paese sottosviluppato è quella dello sfruttamento capitalista.
Visconti ha aggiunto di suo una serie di elementi, quali i sentimenti e le emozioni espressi dai poveri pescatori, il tema della dissoluzione della famiglia (riveduto rispetto a quello verghiano) e il senso dello spettacolo.

## Promozione
La realizzazione dei manifesti del film per l'Italia fu affidata al pittore cartellonista Averardo Ciriello.

## Distribuzione
Il film venne presentato in anteprima mondiale il 2 settembre 1948, al Festival di Venezia.
Uscì poi nelle sale cinematografiche italiane nel maggio del 1950, in un'edizione ridotta e doppiata in un dialetto siciliano più "comprensibile", per poi venir ufficialmente sottotitolato in italiano.

## Accoglienza

### Incassi
Nonostante non si sappia la cifra con precisione, fu evidente come l'incasso totale del film, rivelatosi un vero flop al botteghino, non coprì neanche metà del budget iniziale. Tuttavia, il film venne molto apprezzato specialmente dal pubblico comune, sentitosi davvero rappresentato in maniera fedele in codesto film di Visconti.

### Critica
(Michelangelo Antonioni, Bianco e Nero, recensione del 7 luglio 1949)
Il film è poi stato selezionato tra i 100 film italiani da salvare.

## Riconoscimenti
- 1948 - Mostra d'arte cinematografica di Venezia[14]
  - Candidatura a Leone d'oro al miglior film a Luchino Visconti
  - Premio internazionale "per i suoi valori stilistici e corali" a Luchino Visconti[15]

## Curiosità
- Nel 2014 le sorelle Nella e Agnese Giammona, per la prima volta dopo 66 anni dalla realizzazione del film di Luchino Visconti, appaiono nel documentario Protagonisti per sempre di Mimmo Verdesca, film vincitore nel 2015 del Giffoni Film Festival nella sezione "miglior documentario", in cui raccontano quell'unica esperienza cinematografica e le scelte che hanno caratterizzato la loro vita dopo il film.[16]